# غروفر باول
غروفر باول (بالإنجليزية: Grover Powell) هو لاعب كرة قاعدة أمريكي، ولد في 10 أكتوبر 1940 في ساير في الولايات المتحدة، وتوفي في 21 مايو 1985 في رالي في الولايات المتحدة بسبب ابيضاض الدم.

## وصلات خارجية
- غروفر باول على موقع دوري كرة القاعدة الرئيسي (الإنجليزية)
- غروفر باول على موقعبيزبول رفرنس.كوم (الدوري الرئيسي) (الإنجليزية)
- غروفر باول على موقعبيزبول رفرنس.كوم (الدوري الثانوي) (الإنجليزية)
- غروفر باول على موقع إي إس بي إن.كوم (أم.أل.بي) (الإنجليزية)
- غروفر باول على موقع مشجعي الرسوم البيانية (الإنجليزية)